# Gredele-Kolonia
Gredele-Kolonia (do 2011 Gredele, dodatkowa nazwa w języku białoruskim Γpэдэлi-Koлëнiя) – kolonia we wschodniej Polsce, położona w województwie podlaskim, w powiecie bielskim, w gminie Orla.
1 stycznia 2011 r. zmieniono urzędowo nazwę miejscowości z Gredele na Gredele-Kolonia.
W latach 1975–1998 miejscowość administracyjnie należała do województwa białostockiego.